# Delia parvicanalis
Delia parvicanalis este o specie de muște din genul Delia, familia Anthomyiidae, descrisă de Fan în anul 1984. Conform Catalogue of Life specia Delia parvicanalis nu are subspecii cunoscute.